# Pyruvat
Pyrodruesyre (l. acidum pyruvicum), hvis anion kaldes pyruvat er en kemisk forbindelse der dannes i glykolysen ved nedbrydning af kulhydrater. Pyruvat oxideres af pyruvatdehydrogenasekomplekset til acetyl-CoA som er den vigtigste reaktant i citronsyrecyklen, hvor det omdannes til kuldioxid og vand. Pyruvat kan under iltfrie forhold reduceres til mælkesyre.